# جايسون هاولاند
جايسون هاولاند (بالإنجليزية: Jason Howland)‏ هو كاتب مسرحي ومنتج أسطوانات وملحن أمريكي، ولد في 16 يونيو 1971 في كونكورد في الولايات المتحدة.

## وصلات خارجية
- جايسون هاولاند على موقع IMDb (الإنجليزية)
- جايسون هاولاند على موقع ميوزك برينز (الإنجليزية)
- جايسون هاولاند على موقع قاعدة بيانات برودواي على الإنترنت (الإنجليزية)